# Olor a muerte: pandilleros
Olor a muerte: pandilleros. Es una película mexicana filmada en la década de los 80. Fue producida por Ismael Rodríguez Jr.

## Sinopsis
La historia se cuenta a través de flashbacks. Es narrada por el propio protagonista, un joven practicante de la medicina que aspira a recibirse como doctor. Tras la muerte de su mentor, "Chava" tratará de rehabilitar a los niños y jóvenes en situación de calle. La película muestra temas como la violencia doméstica y callejera, la promiscuidad, el proxenetismo, y la drogadicción. Además hace énfasis en la marginación social y el rechazo por parte de la misma sociedad. Dejando al final del film una gran moraleja al espectador.

## Curiosidades
- Tuvo una secuela llamada Pandilleros: olor a muerte 2 donde a pesar de tener una secuencia actoral similar a la primera entrega, la historia tiene una línea argumental completamente distinta.

## Reparto
| Actor                    | Personaje |
| ------------------------ | --------- |
| Gilberto Trujillo Gazcón | Chava     |
| Fernando Manzano         | Víctor    |
| Arturo Vázquez           | Roger     |
| María José Garrido       | Margarita |
| Alma Delfina             | Piedad    |